# Isznin an-Nasara
Isznin an-Nasara – miejscowość w Egipcie, w muhafazie Al-Minja, w dystrykcie Maghagha. W 2006 roku liczyła 8905 mieszkańców.